# Крозаре (Виченца)
Крозаре је насеље у Италији у округу Виченца, региону Венето.
Према процени из 2011. у насељу је живело 43 становника. Насеље се налази на надморској висини од 464 м.